# Emily Armstrong (zenész)
Emily Marcia Armstrong (Los Angeles, 1986. május 6. –) amerikai zenész, énekes és dalszerző.  A Dead Sara egyik alapítója. 2024 szeptemberében csatlakozott a Linkin Parkhoz a banda énekeseként, miután 2017-ben meghalt Chester Bennington.

## Fiatalkora
Armstrong Los Angelesben született. 11 évesen kezdett dalokat írni és gitározni, 15 évesen pedig énekelni. Abbahagyta a középiskolát, mivel amikor elkezdett hangszeren játszani már tudta, hogy a jövőben egy zenekar tagja szeretne lenni. 2012-ben az El Paso Timesnak adott interjújában azt mondta, hogy a zene volt az egyetlen dolog, ami motiválta az életében. 

## Pályafutása

### Dead Sara
2002-ben Armstrong Siouxsie Medley gitárossal kezdett el játszani, akit egy közös barátnak köszönhetően ismert meg. Zenei ízlésükben sok közös volt, Medleyre és Armstrongra egyaránt hatással voltak többek között a Nirvana és az L7, valamint az 1960-as és 1970-es évek folk- és bluesművészei, valamint olyan klasszikus rockzenekarok, mint a Led Zeppelin, Stevie Nicks, Joni Mitchell és a Fleetwood Mac. Dalszerzői szempontból Armstrongra a legjelentősebb hatással a folk rock irányzat volt.

### Linkin Park
2024. szeptember 5-én bejelentették, hogy Armstrong a Linkin Park új énekese. Ugyanezen a napon jelent meg a banda legújabb dala, a The Emptiness Machine, amely a 2024. november 15-én megjelenő, From Zero című albumuk vezető kislemeze.

## Diszkográfia (Dead Sara)

### Stúdióalbumok
- 2012: Dead Sara
- 2015: Pleasure to Meet You
- 2021: Ain’t It Tragic

### EP
- 2008: The Airport Sessions
- 2016: The Airport Sessions (Remastered)
- 2017: The Covers
- 2018: Temporary Things Taking Up Space

## Fordítás
Ez a szócikk részben vagy egészben  az   Emily Armstrong (musician) című angol Wikipédia-szócikk ezen változatának fordításán alapul.  Az eredeti cikk szerkesztőit annak laptörténete sorolja fel. Ez a jelzés csupán a megfogalmazás eredetét és a szerzői jogokat jelzi, nem szolgál a cikkben szereplő információk forrásmegjelöléseként.